# Saylorville Reservoir
Saylorville Reservoir es un territorio no organizado ubicado en el condado de Polk en el estado estadounidense de Iowa. En el Censo de 2010 tenía una población de 79 habitantes y una densidad poblacional de 1,33 personas por km².

## Geografía
Saylorville Reservoir se encuentra ubicado en las coordenadas 41°45′34″N 93°43′17″O / 41.75944, -93.72139. Según la Oficina del Censo de los Estados Unidos, Saylorville Reservoir tiene una superficie total de 59.46 km², de la cual 28.27 km² corresponden a tierra firme y (52.46%) 31.2 km² es agua.

## Demografía
Según el censo de 2010, había 79 personas residiendo en Saylorville Reservoir. La densidad de población era de 1,33 hab./km². De los 79 habitantes, Saylorville Reservoir estaba compuesto por el 92.41% blancos, el 1.27% eran afroamericanos, el 0% eran amerindios, el 1.27% eran asiáticos, el 0% eran isleños del Pacífico, el 0% eran de otras razas y el 5.06% pertenecían a dos o más razas. Del total de la población el 0% eran hispanos o latinos de cualquier raza.